# 26. Panzer-Division (Wehrmacht)
Die 26. Panzer-Division war ein während des Zweiten Weltkriegs aufgestellter und in diesem eingesetzter Großverband des Heeres der deutschen Wehrmacht.

## Geschichte

### Aufstellung
Die 26. Panzer-Division wurde vom Oberbefehlshaber West am 14. September 1942 im Raum um Amiens im besetzten Frankreich aufgestellt. Einige ihrer Einheiten übernahm der Verband geschlossen von der vor Kriegsbeginn im Wehrkreis III aufgestellten und von der Ostfront abgezogenen 23. Infanterie-Division. Neben Ostfront-Veteranen setzte sich die Division vor allem aus Rekruten des Jahrgangs 1923 zusammen.
Für die neue Division wurden gebildet bzw. unterstellt:
- Panzergrenadier-Brigade 26 (aus Stab / 6. Schützen-Brigade)
  - Panzergrenadier-Regiment 9 (aus Infanterie-Regiment 9 (Friedensstandort Potsdam))
  - Panzergrenadier-Regiment 67 (aus Infanterie-Regiment 67 (Friedensstandort Spandau))
- Panzer-Regiment 26 (Stab, I. und II. Abteilung aus Stab, II. und III. Abteilung / Panzer-Regiment 202 gebildet 2. Januar 1943)
- Panzer-Artillerie-Regiment 93 (aus I.-II. Abteilung / Artillerie-Regiment 23 (FrStdO Potsdam) und III. / aus I. (schw.) / Artillerie-Regiment 59)
- Kradschützen-Bataillon 26 (aus Radfahr- (Aufkl.) Abteilung 23)
- Panzerjäger-Abteilung 93
- Panzer-Pionier-Bataillon 93
- Heeres-Flak-Artillerie-Abteilung 304
- Panzer-Nachrichten-Abteilung 93
- Divisionstruppen Nr. 93

Von Oktober 1942 bis April 1943 galt der Verband mit Unterstellung bei der 15. Armee der Heeresgruppe D als in Aufstellung befindlich und verblieb in Nordfrankreich.
Per Dezember 1942 wurde die Panzer-Beobachtungs-Batterie 155, von der 21. Panzer-Division kommen, in die Division eingegliedert.
Die Panzerjäger-Abteilung 93 erhielt im Frühjahr 1943 schwere Panzerjäger-Selbstfahrlafetten (8,8 cm PaK 43/1 auf Fgst. Pz.Kpfw. III/IV (SF)), die in der Truppe erst mit dem Suggestivnamen Hornisse und später mit der Bezeichnung Nashorn bekannt waren. Nach der Ausrüstung mit diesem schweren Gerät wurde die Abteilung aus der Division herausgenommen und zur Heerestruppe. Die Aufgaben wurden der Heeres-Flak-Abteilung übertragen und der Abgang erst Ende 1944 ersetzt.
Im April 1943 wurde das Kradschützen-Bataillon 26 in Panzer-Aufklärungs-Abteilung 26 umbenannt. Ab Mai treffen die Panzerkampfwagen IV mit langem Rohr beim Panzer-Regiment 26 ein.
Für Ausbildungszwecke wurde zwischen dem 10. September und dem 28. Oktober die erst am 6. Juni 1943 neu ausgerüstete I. Abteilung / Panzer-Regiment 26, mit ihren gerade eingeführten Panzerkampfwagen V „Panther“, an die zeitgleich gebildete und ebenfalls in Frankreich stationierte 25. Panzer-Division detachiert.

### Streit um das Divisionsabzeichen
Nach Aufstellung kam es zu einem offenen Streit über das künftige Divisionsabzeichen der 26. Panzer-Division. Deren Führungsspitze beanspruchte, da große Teile der (alten) 23. Infanterie-Division eingegliedert waren, deren Divisionsabzeichen, den Grenadierkopf, für sich. Dem gegenüber stand jedoch die Forderung der Führungsspitze der neu aufgestellten 23. Infanterie-Division, das alte Divisionsabzeichen weiterhin nutzen zu dürfen. Der Streit ging so weit, dass er von Hitler geschlichtet werden musste. Per Führerentscheid wurde der Grenadierkopf der neuen 23. Infanterie-Division zugesprochen. Allerdings erlaubte Hitler auch der 26. Panzer-Division den Grenadierkopf, jedoch leicht abgewandelt in einer stilisieren Laufrolle eines Panzers.

### Besatzungstruppe in Frankreich
Von Mai bis Juli 1943 verblieb die Division als Besatzungstruppe und als Reserve der Heeresgruppe D im Westen Frankreichs. Die Stationierung im Nordwesten Frankreichs sollte der 15. Armee eine schnelle und mobile Küstensicherungs-Einheit geben.

### Verlegung nach Italien
Im Juli 1943 wurde sie angesichts der Landung alliierter Truppen auf Sizilien von Frankreich per Bahntransport nach Süditalien zum LXXVI. (76.) Panzer-Korps des Oberbefehlshabers Süd verlegt. Da die I. Abteilung / Panzer Regiment 26 zu dieser Zeit gerade auf dem Truppenübungsplatz Mailly-le-Camp war, um dort mit neuen Panzern (PzKpfw V Panther) vertraut gemacht wurden. Auch die I. Abteilung / Panzer-Artillerie-Abteilung 26 ist zu dieser Zeit nicht einsetzbar, da dieses in Deutschland mit Panzerselbstfahrlafetten vom Typ Wespe und Hummel ausgerüstet wird. Bis Ende Juli sicherte das verstärkte Pionier-Bataillon 93 gemeinsam mit Teilen der II. Abteilung / Panzer-Regiment 26 den Brenner-Pass.
Die Division wird mit der Masse ihrer Einheiten in Kalabrien am Golf von Tarent stationiert. Dort und an der Meerenge von Messina sicherte der Verband das italienische Festland im Raum um Catanzaro gegen das Übersetzen alliierter Großverbände von Sizilien aus. Eine gemischter Verband, Kampfgruppe Büsing, unter dem Befehlshaber des Panzer-Regiment 26, verblieb als Reserve des Oberbefehlshabers Süd gemeinsam mit der 3. Panzergrenadier-Division am Bolsena-See nördlich von Rom. Zu dieser Kampfgruppe gehörten die Kompanien 5, 6 und 7 des Panzer-Regiment 26, das II. Bataillon des Panzergrenadier-Regiment 67 und zwei Batterien der III. Abteilung / Panzer-Artillerie-Regiment 93 (motZ.).
Formal wurde ein Kommando der Division am 8. September nach der Bekanntgabe des italienischen Waffenstillstands mit den Alliierten als „Kommandant See-Enge von Messina“ dazu bestimmt als Kommandeur der Nachhut die Absetzbewegung des XIV. Panzerkorps von Sizilien zu sichern. Die bei Rom stehende Kampfgruppe der Division kommt im Rahmen der Entwaffnung und Gefangennahme von italienischen Kräften zum Einsatz.

#### Salerno
Am 9. September 1943 kam es zur alliierten Operation Avalanche, die auf die Einnahme des Hafens von Neapel abzielte. Die Division wurde noch im Anmarsch befindlich, bei einem deutschen Gegenangriff vom 12. bis zum 13. September von Eboli in Richtung Persano und Serre auf gegen den US-Landungskopf bei Salerno eingesetzt und zeitweise gewannen die Divisionen der 10. Armee die Höhe 424 bei Altavilla und Albanella zurück. Hierbei unterstütze die Division die 29. Panzergrenadier-Division. Die vor der Küste liegenden alliierten Schiffseinheiten konnten mit der schweren Schiffsartillerie die gelandeten alliierten Truppen unterstützen und verhinderten nach dem 14. September jeglichen deutschen Vorstoß in Richtung Küste.
Angesichts der alliierten Überlegenheit zog sich der Verband ab dem 18. September gemeinsam mit den anderen Verbänden der Armee anschließend in die Abruzzen-Stellung zurück. Hier kam die Division westlich und östlich von Isernia zum Einsatz.
Im November und Dezember war die Division mit dem LXXVI. (76.) Panzer-Korps in die schweren Abwehrkämpfe der 10. Armee im Volturno- und Sangro-Abschnitt eingebunden. Aus der höheren Führungsstelle Oberbefehlshaber Süd wurde im Dezember die Heeresgruppe C.

#### Anzio
Als am 22. Januar 1944 während der ersten Cassino-Schlacht anglo-amerikanische Kräfte in der Operation Shingle bei Anzio und Nettuno landete, war die Division dem LXXVI. (76.) Armee-Korps unterstellt. Zuletzt mehr an der nordöstlichen Front eingesetzt, wurde die Division in nach Westen verlegt, um gegen die amerikanischen Kräfte im Landungsbereich anzutreten. Die Abwehrkämpfe im Raum Anzio-Nettuno zogen sich durch den deutschen Widerstand in der Gustav-Linie bis April 1944 hin, in der ganzen Zeit wurde das Korps durch die 14. Armee geführt. Im Februar wird die Division für Gegenangriffe am alliierten Brückenkopf südwestlich von Rom eingesetzt und stand bei Cisterna im Kampf.
Während März und April wurde die geschwächte Division im Raum Valmontone/Velletri in der Nähe der Front aufgefrischt, wobei der Verband jedoch ständig als Eingreifreserve in Bereitschaft gehalten wurde. Nach einem Einsatz in der "Senger-Linie" bei Cassino im Mai wurde die Division letztlich vollständig herausgezogen und in die Reserve der 14. Armee genommen.

#### Heinrich-Linie
Bis Mitte Juni zog der Verband sich bis nördlich von Rom zurück und war westlich von Florenz am Arno mit dem I. Fallschirm-Korps der 14. Armee in der „Heinrich-Linie“ eingesetzt. Am 11. Juni 1944 wurde die Grenadier-Brigade (mot.) 1027 zur Auffrischung der Division in diese eingegliedert.
Am 23. August kam es im Einsatzbereich der Division im Raum nördlich von Fucecchio zu einer vom Divisionskommandeur befohlenen „Bandenbekämpfung“, in deren Verlauf 174 italienische Zivilisten von Angehörigen der Division getötet wurden.
Durch den Angriff auf die Heinrich- und in der Folge auf die Goten-Stellung war die Division ab dem 25. August gezwungen, die Stellungen am Arno aufzugeben. Die Division wechselte nach dem Durchbruch alliierter Streitkräfte durch die Front der 10. Armee auf östliche Flanke des italienischen Kriegsschauplatz zum Befehlshaber Venetianisches Küstenland, der für die Adria zuständig war.
Der weitere Rückzug führte die Division an den Rubikon im Raum nordostwärts von Savignano. Danach wurde eine Abwehrposition im "Ronco-Abschnitt" bezogen.
Am 28. November 1944 wurde die 20. Luftwaffen-Sturm-Division aufgelöst und Reste in die 26. Panzer-Division eingegliedert und der Verband mit diesen Truppenteilen aufgefrischt.
Die nächste Verteidigungslinie wurde von der Division im Raum Forli bei Faenza gebildet.

#### Senio-Riegelstellung
Bis Mitte Dezember 1944 erfolgte der weitere Rückzug nach Norden hinter den Senio-Riegel.
Ein letztes Mal erhält die Division Anfang 1945 eine Auffrischung im Raum Bologna. Die Panzerjäger-Abteilung 51, welche im Sommer 1944 aufgestellt worden war, wurde mit 7,5-cm-Pak 40 und etwa 10 Jagdpanzern 38 (Hetzer) ausgerüstet eingegliedert. Die I. Abteilung / Panzer-Regiment 26 wurde Anfang 1945 in I./ Panzer-Regiment Brandenburg umbenannt. Als Ersatz wurde der Division im April 1945 die I. Abteilung / Panzer-Regiment 4, die nunmehr auch mit Panzerkampfwagen V „Panther“ ausgerüstet war, als neue I. Abteilung des eigenen Panzer-Regiment 26 zugeführt. Außerdem wurde noch einmal schweres Gerät, also Schützenpanzer, für das I. Bataillon des Panzergrenadier-Regiment 9, für die Panzer-Aufklärungs-Abteilung 26 und das Panzer-Pionier-Bataillon 93 zugeführt.
In den folgenden Wochen kämpfte sie während der alliierten Frühjahrsoffensive in Italien im Raum Bologna und ging Ende April über den Po in Richtung Bozen zurück. Beim Angriff der Alliierten stand der Verband vom 9. bis zum 15. April im Abwehrkampf zwischen dem Senio- und Silaro-Abschnitt. Im Zeitraum vom 16. bis zum 19. April wird die Division dem LXXVI. Panzerkorps zugeteilt, mit dem es nochmals nördlich von Bologna zum Einsatz kommt. Die letzten Kämpfe der Division gab es südlich des Po im Raum Ferrara.

### Kapitulation
Ende April 1945 standen die Reste der Division in Kampfgruppenstärke mit dem I. Fallschirmkorps der 10. Armee bei der Heeresgruppe C in Norditalien. Bei Bozen kapitulierte sie am 2. Mai 1945 gegenüber den alliierten Truppen. Die Divisionsangehörigen werden zunächst als "Gruppe 26" im alliierten Lager Ghedi interniert. Die Soldaten werden im Anschluss unterschiedlich behandelt, während einige noch 1945 entlassen werden, werden andere als Kriegsgefangene in Frankreich, Italien oder Ägypten zum Arbeitseinsatz verpflichtet.

## Kriegsverbrechen
Beim Massaker am Padule di Fucecchio ermordeten am 23. August 1944 Angehörige der von Rittmeister Josef Strauch befehligten Panzer-Aufklärungs-Abteilung 26, nebst unterstellten Teilen des Panzergrenadier-Regiments 9 und des Pionier-Bataillons 93, im Bereich des etwa 1800 Hektar großen nördlich von Fucecchio zwischen Pisa und Florenz gelegenen ehemaligen Sumpfgebiets 174 Zivilisten, darunter Alte, Frauen und Kinder.
Nach im Bereich der Sümpfe vorausgegangenen Anschlägen und Überfällen durch Partisanen, hatte der erst seit dem 6. Juli 1944 mit der Führung der Division beauftragte Oberst und spätere Generalmajor Eduard Crasemann am Abend des 22. August 1944 Rittmeister Strauch den Befehl erteilt, am Folgemorgen das Sumpfgebiet (gemäß dem Sprachgebrauch der Wehrmacht) von Banditen „zu säubern“. Das ausgedehnte Sumpfgebiet diente, aus der Sicht der Wehrmacht, der italienischen Resistenza als Rückzugsraum und Versteck für Partisanen. Die „Säuberung“ artete jedoch zu einer sinnlosen Mordaktion gegen Zivilisten aus, während die Widerstandskämpfer weitgehend unbehelligt blieben.
In Nachkriegs-Strafprozessen gegen unter anderem Crasemann, gab Strauch als Zeuge an, was durch weitere Zeugen bestätigt wurde, der Befehl Crasemanns habe darauf gelautet, die Banden im Padule zu vernichten und alle im Einsatzgebiet angetroffenen Zivilisten ohne Unterschied von Alter und Geschlecht als Partisanen zu betrachten und zu töten. In einer Besprechung vom 24. August 1944 mit dem Chef des Stabes des XIV. Panzerkorps, welchem die 26. Panzer-Division unterstellt war, erläuterte Crasemann die so genannte „Bandenlage“ und gab an, die Bekämpfung am Vortag sei bewusst hart durchgeführt worden, unter Vernichtung von etwa 100 Partisanen. Dabei habe es sich nicht vermeiden lassen, dass auch Frauen ums Leben kamen, zumal sich bewaffnete Frauen am Kampf beteiligt hätten. Wo Übergriffe stattfanden, sei zur Untersuchung der Kriegsrichter zugezogen worden. Crasemann betonte die Schwere der seelischen Belastungen für die Truppe, welche sich bei derartigen Unternehmungen ergäbe. Der Chef des Stabes wiederum wies auf den Führer-Befehl hin, nach dem für stattgefundene Übergriffe bei Banden-Unternehmungen die Truppe grundsätzlich nicht zur Verantwortung zu ziehen ist.
In diesen Strafprozessen wurden verschiedene Divisionsangehörige zu Haftstrafen verurteilt. Das Massaker am Padule di Fucecchio war nach Gentile für die Division in Italien ein (weitestgehend) singuläres Ereignis. Aktenkundig seien lediglich zwei weitere Vorfälle, mit am 16. August 1944 vier toten Zivilisten, und am 23. April 1945 einem toten jungen Italiener. Schreiber hingegen gibt an, es sei das einzige Ereignis gewesen, an dem Angehörige der 26. Panzer-Division beteiligt waren. Laut dem von der Deutschen Bundesregierung finanzierten und von einer Historikerkommission geleiteten Projekt Atlante degli Stragi Naziste e Fasciste in Italia (dt. Atlas der nazistischen und faschistischen Massaker in Italien) wurden durch Angehörige der 26. Panzer-Division insgesamt 239 Personen in Italien getötet.
Das Massaker in den Sümpfen des Padule di Fucecchio gilt als eines der blutigsten Massaker in der Zeit der deutschen Besetzung Italiens.

## Kommandeure
- Oberst Smilo Freiherr von Lüttwitz (14.–30. September 1942) m. d. F. b.
- Generalmajor Smilo Freiherr von Lüttwitz (1. Oktober 1942 bis 21. Januar 1944)
- Oberst Hans Hecker (23. Februar bis 11. April 1944) m. d. F. b.
- Oberst Hans Boelsen (11. April bis 7. Mai 1944) m. d. F. b.
- Generalleutnant Smilo Freiherr von Lüttwitz (8. Mai bis 6. Juli 1944)
- Oberst Eduard Crasemann (6.–18. Juli 1944) m. d. F. b.
- Generalmajor Hans Boelsen (19. Juli bis 26. August 1944) m. d. F. b.
- Oberst Eduard Crasemann (27. August 1944 bis 30. September 1944) m. d. F. b.
- Generalmajor Eduard Crasemann (1. Oktober 1944 bis 14. Januar 1945)
- Oberst Karl Stollbrock (15.–28. Januar 1945) m. d. F. b.
- Oberst Alfred Kuhnert (29. Januar bis 28. Februar 1945) m. d. F. b.
- Generalleutnant Viktor Linnarz (1. März bis 8. Mai 1945)

m.d.F.b. (mit der Führung beauftragt) bedeutet, dass der etatmäßige Divisionskommandeur infolge von Krankheit, Verwundung oder Urlaub für eine längere Zeit nicht bei der Division ist und durch einen geeigneten Offizier vertreten wird.

## Ritterkreuzträger
| Name                                    | Auszeichnung | Verleihungsdatum | Dienstgrad        | Einheit                             | Bemerkung       |
| --------------------------------------- | ------------ | ---------------- | ----------------- | ----------------------------------- | --------------- |
| Smilo Freiherr von Lüttwitz             | Schwerter    | 4. Juli 1944     | Generalleutnant   | Kdr. 26. Pz.Div                     | als 76. Soldat  |
| Eduard Crasemann                        | Eichenlaub   | 18. Dez. 1944    | Generalmajor      | Kdr. 26. Pz.Div                     | als 683. Soldat |
| Paul Ecker                              | Eichenlaub   | 28. Okt. 1944    | Major             | Kdr. I./Pz.Gren.Rgt 9               | als 634. Soldat |
| Smilo Freiherr von Lüttwitz             | Eichenlaub   | 16. März 1944    | Generalleutnant   | Kdr. 26. Pz.Div                     | als 426. Soldat |
| Fritz Böhm                              | Ritterkreuz  | 23. Aug. 1944    | Oberfeldwebel     | Zugführer i. d. 6./Pz.Rgt 26        |                 |
| Heinz Späthe                            | Ritterkreuz  | 20. Okt. 1944    | Leutnant d.R.     | Führer 8./Pz.Rgt 26                 |                 |
| Diethelm von Doemming                   | Ritterkreuz  | 30. Apr. 1945    | Major             | Kdr. II./Pz.Gren.Rgt 9              |                 |
| Paul Ecker                              | Ritterkreuz  | 16. März 1944    | Major             | Kdr. I./Pz.Gren.Rgt 9               |                 |
| Oskar Frhr von Hohenhausen und Hochhaus | Ritterkreuz  | 11. Mai 1945     | Oberstleutnant    | Kdr. Pz.Gren.Rgt                    |                 |
| Albert Karrenberg                       | Ritterkreuz  | 11. Dez. 1944    | Oberleutnant      | Chef 2./Pz.Gren.Rgt 9               |                 |
| Theo Overhagen                          | Ritterkreuz  | 1. Jan. 1944     | Feldwebel         | Zugführer i. d. 9./Pz.Gren.Rgt 9    |                 |
| Erwin Cohrs                             | Ritterkreuz  | 9. Dez. 1944     | Major             | Kdr. II./Pz.Gren.Rgt 67             |                 |
| Bernhard Imminger                       | Ritterkreuz  | 4. Okt. 1944     | Oberfeldwebel     | Zugführer i. d. 3./Pz.Gren.Rgt 67   |                 |
| Fritz Imgenberg                         | Ritterkreuz  | 9. Juni 1944     | Stabsfeldwebel    | Zugführer-Stabskp./Pz.Gren.Rgt 67   |                 |
| Werner Müller                           | Ritterkreuz  | 26. Dez. 1944    | Oberleutnant      | Führer 7./Pz.Gren.Rgt 67            |                 |
| Franz Roggenland                        | Ritterkreuz  | 4. Okt. 1944     | Oberfeldwebel     | Zugführer i. d. 10./Pz.Gren.Rgt 67  |                 |
| Eberhard Schlepple                      | Ritterkreuz  | 27. Juli 1944    | Oberleutnant d.R. | Führer Pz.Aufkl.Abt 26              |                 |
| Franz Liehr                             | Ritterkreuz  | 11. Dez. 1944    | Unteroffizier     | Gruppenführer i. d. 3./Pz.Pi.Btl 93 |                 |

## Bekannte Divisionsangehörige
- Eberhard von Block (1923–2019), war ein Brigadegeneral des Heeres der Bundeswehr
- Josef Strauch (1910–1970), war ein Politiker des Gesamtdeutschen Blocks, Referatsleiter für Erwachsenenfortbildung der Hessischen Landeszentrale für Politische Bildung und ein verurteilter Kriegsverbrecher
- Wilhelm Viebig (1899–1982), war Bundestrainer der Military-Reiter